# Иннелит
Иннели́т (иннэлит) — редкий минерал, силикат островной структуры с сульфат-анионами. Имеет формулу Na2CaBa4Ti3(Si2O7)2(SO4)2O4. Молекулярный вес 1284,02. Год открытия 1960.
Установлен в двух щелочных массивах Южной Якутии: Инагли и Якокут. В Инагли образует жёлтые до коричнево-жёлтых пластины величиной до нескольких см, радиально-лучистые сростки в натролит-альбитовых гнездах щелочных пегматитов; ассоциирует с магнезиоарфведсонитом, лоренценитом, батиситом. В массиве Якокут найден в протолочках шонкинитов ключа Щелочной. Сущеествует близкий по строению минерал фосфоиннелит, в котором сульфатные анионы заменены фосфатными.

## Классификация
- Strunz (8-е издание) 8/C.25-20
- Dana (8-е издание) 58.2.6.2
- Hey’s CIM Ref. 17.10.17

## Физические свойства
Твердость по шкале Мооса 4,5—5. Плотность (измеренная) 3,96 г/см3. Радиоактивность (GRapi) 8,07.

### Оптические свойства
Оптический тип двухосный (+). Показатели преломления: nα = 1,726;nβ = 1,737; nγ = 1,766. Угол 2V измеренный: 82°, рассчитанный: 66°. Максимальное двулучепреломление δ = 0,040. Оптический рельеф высокий. Дисперсия оптических осей r > v сильная.

## Кристаллографические свойства
Сингония триклинная. Параметры элементарной ячейки a = 14,76 Å, b = 7,14 Å, c = 5,38 Å, α = 90°, β = 95°, γ = 99°. Отношение a : b : c = 2,067 : 1 : 0,754. Объём элементарной ячейки V = 557,81 Å³ (рассчитано по параметрам ячейки).

## Перевод на другие языки
- немецкий — innelit;
- испанский — innelita;
- английский — Innelite.

## Список литературы
- Кравченко С. М., Власова Е. В., Казакова М. Е., Илюхин В. В., Абрашев К. К. Иннэлит — новый силикат бария // ДАН, 1961, 141, 5, 1198—1199.
- Чернов А. Н., Илюхин В. В., Максимов Б. А., Белов Н. В. Кристаллическая структура иннэлита Na2Ba3(Ba,K,Mn)(Ca,Na)Ti(TiO2)2[Si2O7]2(SO4)2 // Кристаллография, 1971, 16, 87—92.
- Pekov I.V. Minerals First Discovered on the Territory of the Former Soviet Union. — Moscow, OP, 1998. 369 pp.